# علي رضا صباحي فرد
علي رضا صباحي فرد ( (بالفارسية: علیرضا صباحی‌فرد) قائد عسكري إيراني كان يقود سابقا مقر خاتم الأنبياء للدفاع الجوي التابع لجيش الجمهورية الإسلامية الإيرانية. تم تعيينه للمنصب من قبل آية الله علي خامنئي في 29 مايو 2018.